# George G. Moronescu
George G. Moronescu (n. 28 ianuarie 1874, Vaslui – d. 9 octombrie 1949) a fost un jurist și om politic român, membru de onoare al Academiei Române.

## Opere selective
- Asigurările muncitorești, 1912
- România față de războiul european, 1915
- Aprecieri asupra problemei românești, 1919
- Problema Banatului, 1919
- În chestia națională, 1920
- Cum s-au făcut alegerile parlamentare, 1926
- Din pribegie, 1927
- La politique de la paix, 1929
- France et Roumanie, 1930
- Rezultatele Conferinței de la Haga, 1930
- Privire generală asupra crizei, 1932
- Cuvântări, vol. II, 1937
- Inovațiunile Constituției din 1938, 1939
- Amintiri despre Nicolae Iorga, 1940